# غلامية

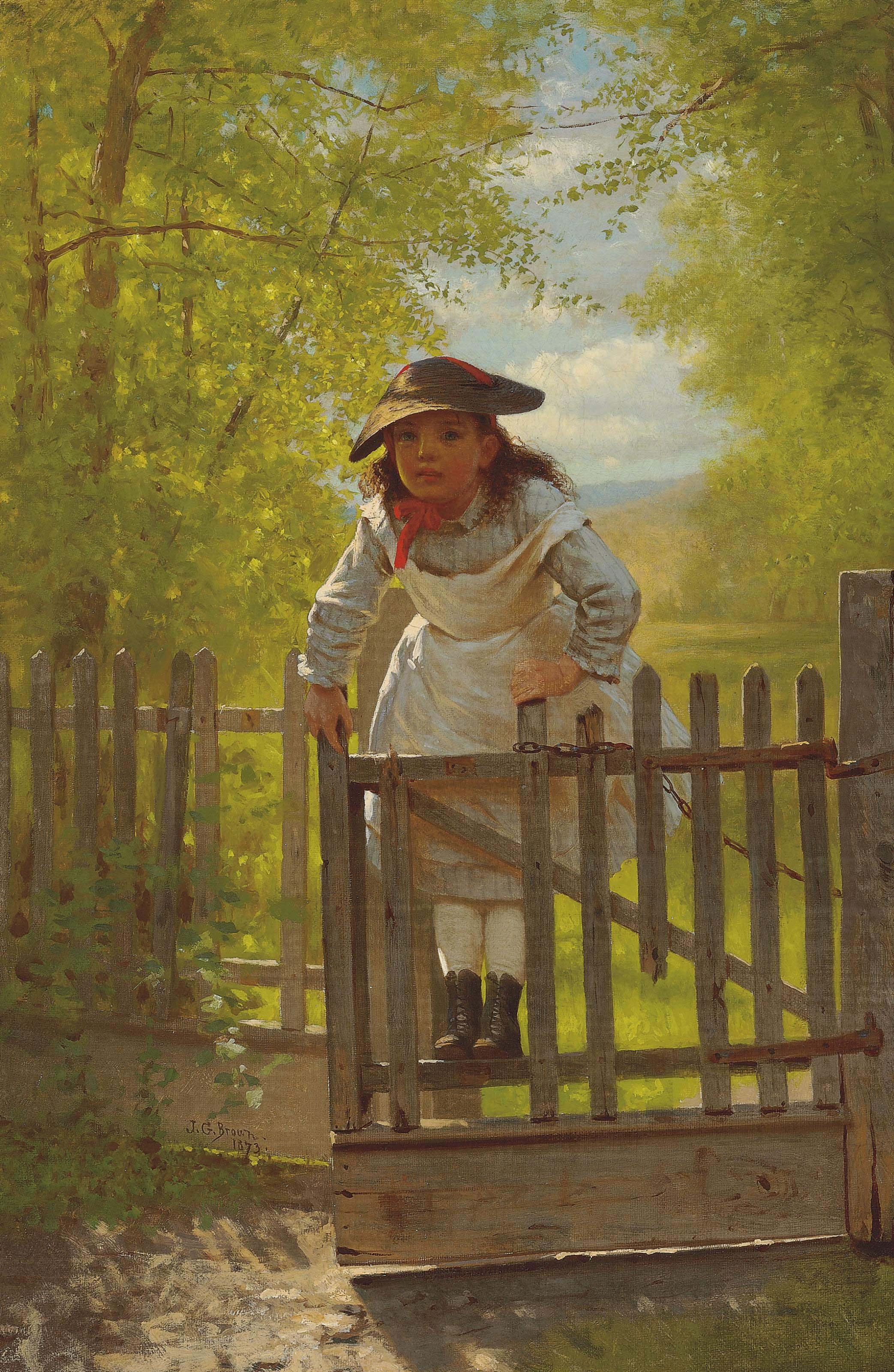
لوحة تصور غلامية (1873).

الغُلاميّة هي ظاهرة تطلق على الفتاة التي تتشبه بالرجال في خصائصهم وسلوكياتهم وطريقة لباسهم،ويطلق عليهن غالباً باللغة العامية في دول الخليج مصطلح (البوية) المأخوذ من كلمة (Boy) الإنجليزية، والتي تعني ذكر مع إضافة تاء التأنيث لتلك الكلمة. في حين يرى بعض الباحثين أن مفهوم الظاهرة يعني تفشي المشكلة واستفحالها، الأمر الذي قد ينافي الواقع.

## التاريخ
عُرفن بالغلاميات لأسلوبهن الذي تقل فيه الأنوثة، بما في ذلك ارتداءهن لملابس الأولاد، فضلاً عن كونهن أكثر انخراطاً في النشاط البدني من الفتيات الأخريات. وأيضاً لاحظوا انخراطهن القوي في مجال العلم والتقانة. وفي الآونة الأخيرة، لوحظ أن الملابس النسائية التقليدية مثل الفساتين والبلوزات والتنانير انخفضت بين الإناث الغربيات، وأصبح التمييز أكثر وأكثر من سلوك واحد. وهناك زيادة عامة في شعبية الأحداث الرياضية النسائية وغيرها من الأنشطة التي كان يهيمن عليها الذكور تقليدياً، هو اليوم توسيع نطاق التسامح وتخفيف تأثير «الغلامية» مصطلحًا للانتقاص.

## المصطلح في العصر العباسي
الغلاميات هن الجواري اللاتي كُنَّ يلبسن ملابس الرجال، وشاعت هذه البدعة بين الساقيات في حانات بغداد وغيرها من مدن العراق في العصر العباسي، ولذا تحدث أبو نواس عن بعض هؤلاء الجواري بضمير المذكر.

## الدراسات
ومن الدراسات السببية لسلوك المرأة واهتماماتها عدد قليلل، وتصدر عندما لا يوافق دور جنس الإناث في المجتمع. ولـ "Avon Longitudinal Study of Parents and Children" تقرير يوحي إلى أن تأثر الفتيات في الانخراط في مرحلة ما قبل المدرسة في «المذكر النموذجي» يمثل الدور الجنسي في السلوك، مثل اللعب مع الدمى يفضل عادة من قبل الفتيان، من العوامل الجينية وعوامل ما قبل الولادة.